# ثورة الجياع
ثورة الجياع هي أول ثورة تقوم في التاريخ فقد قام بها المصريون ضد الملك بيبي الثاني فحسب ما ورد في بردية ايبوير من وجود حالة مجاعة وفقر وتردّى أحوال مصر في عهد الملك ووجود ثورة شعبية وكذلك حسب ما ورد في حجر جنوب سقّارة وهرم بيبي الثاني ونصوص الأهرام التي وجدت في أهرامات عائلة الملك بيبي الثاني في جنوب سقّارة من وصف لعصر بيبي الثاني بالآتى :
- استلم الحكم وهو طفل صغير.
- كان يرسل البعثات الحربية في مختلف الأقطار وكان منتصرًا في مختلف الحروب.
- ظلّ في سدّة الحكم فترة طويلة قيل 94 عام وقال البعض بل طلّ في الحكم قرابة 64 عام بسبب اختلافات في طريقة الحساب للسنوات بالنظام النصف سنوي.
- حدثت مجاعة وفقر شديدة وهذا ما أكدّه المسح الجيولوجي للعصر الهولوسيني الحديث حيث تمّ تأكيد حدوث ظاهرة (4.2 Kiloyear) والتي تؤكّد وجود ظواهر انخفاض في منسوب النيل في مصر وكذلك في عدّة مناطق أخرى على مستوى الكوكب الأرضي منها بلاد العراق والجزيرة العربية وشمال أفريقيا ككل.
- حدوث ثورة واضطراب شعبي كبير وهذا ما أكّدته برديات إيبوير.

ذكر بعض العلماء المتخصصين أنّ الملك (بيبي الثاني) هو فرعون (النبي موسى) للأسباب التالية:
- كان عصر الملك (بيبي الثاني) عصر فوضى ومجاعة وقحط وفقر واضطراب بعد وجود دلائل على قوّة وعظمة وسلطان شاسع.
- عدم وجود أيّ دليل قوى يثبت وجود أبناء للملك (بيبي الثاني) وكذلك عدم وجود تدوين للفترة التي بعد الملك (بيبي الثاني) أحد أفراد الأسرة السادسة التي صُنّفت على أنّها ءاخر أسر عصر المملكة الفرعونية القديمة ممّا يعنى حالة كبيرة وعارمة من الفوضى لم تحدث من خلال احتلال أو انقسام وهذا ممّا هو معهود عن الفراعنة أنّهم لا يدونون إلّا انتصاراتهم وإشراقات عصرهم ممّا يقرّب فكرة وجود ثورة شعب إسرائيل على الفرعون وخروجهم من مصر وموت الفرعون بعد ذلك ممّا جعل كرسى المُلك فارغًا وبالتالى أحدث فراغًا سياسيًا هائلًا.
- هرم الملك (بيبي الثاني) الذي أوضح المسح الهندسي أنّه تمّ هدمه وإعادة بناءه لأسباب مجهولة ممّا يؤكّد وجود سرًّا ما حول هذا الهرم الذي توحى قاعدته بأنّه كان ليصبح هرم كبير.
- برديات إيبوير ووصفها للغرائب من فقر الأغنياء وغنى الفقراء والفوضى والفقر والقحط وانخفاض المياه وما غير ذلك من وصف لمرحلة تاريخية غريبة مليئة بالنكبات تقارب ما وصفته الكتب السماوية عن فترة خروج شعب إسرائيل من مصر.
- عدم وجود تمثال واحد أو أثر واحد يُمثّل الملك (بيبي الثاني) في صورة مهيبة بل على العكس يوجد له تمثالان أحدهما يظهر فيه الملك (بيبي الثاني) طفلًا تحمله أمّه على فخذها والآخر يظهر فيه طفلًا عاريًا بالرغم من وجود قصص ومرويات وتصوير له يثبت كونه ملكًا يمتلك انتصارات على (الليبين) (النوبيين) وما غير ذلك من تسجيلات له.